# Terrero, Huautla
Terrero är en ort i Mexiko.   Den ligger i kommunen Huautla och delstaten Hidalgo, i den sydöstra delen av landet, 200 km nordost om huvudstaden Mexico City. Terrero ligger 183 meter över havet och antalet invånare är 218.
Terrängen runt Terrero är huvudsakligen kuperad, men österut är den platt. Runt Terrero är det ganska tätbefolkat, med 80 invånare per kvadratkilometer. Närmaste större samhälle är Benito Juárez, 15,7 km söder om Terrero. Omgivningarna runt Terrero är en mosaik av jordbruksmark och naturlig växtlighet.